# La Peau à vif
Pour plus de détails, voir Fiche technique et Distribution.
La Peau à vif (Pelle viva) est un mélodrame social italien réalisé par Giuseppe Fina et sorti en 1962.
Le film a été présenté à la Mostra de Venise 1962, où il a reçu une mention spéciale. En 2008, il a été restauré et projeté dans le cadre de la rétrospective Questi fantasmi : Cinema italiano ritrovato à la Mostra de Venise 2008.

## Synopsis
Une histoire d'amour entre un ouvrier de basse Lombardie et une jeune mère des Pouilles faisant la navette entre la province et la capitale sur fond de manifestations de travailleurs.

## Fiche technique
- Titre français : La Peau à vif[3]
- Titre original italien : Pelle viva[4],[5]
- Réalisateur : Giuseppe Fina
- Scénario : Giuseppe Fina
- Photographie : Antonio Macasoli
- Montage : Gabriele Varriale
- Musique : Carlo Rustichelli
- Décors : Enrico Tovaglieri (it)
- Costumes : Franco Gambarana, Dario della Corte
- Société de production : Cinematografica 61
- Pays de production :  Italie
- Langue originale : italien
- Format : Noir et blanc - 1,66:1 - Son mono - 35 mm
- Durée : 116 minutes
- Genre : mélodrame social
- Dates de sortie :
  - Italie : août 1962 (Mostra de Venise 1962) ; 19 octobre 1962 (sortie nationale)
  - France : 14 mai 1963 (Festival de Cannes 1963) ; 14 mars 1979 (sortie nationale)

## Distribution
- Elsa Martinelli : Rosaria
- Raoul Grassilli (it) : Andrea Morelli
- Lia Reiner (it) :
- Narcisa Bonati :
- Franco Sportelli (it) :
- Arturo Corso :
- Franco Nero :